# Marit Bjørgen
Marit Bjørgen, norveška smučarska tekačica, * 21. marec 1980, Trondheim, Sør-Trøndelag, Norveška
Marit Bjørgen je pričela nastopati na tekmah svetovnega pokala v smučarskih tekih leta 1999. Na tekmah svetovnega pokala je osvojila več prvih mest. V sezoni 2006/2007 je osvojila drugo mesto v skupni uvrstitvi svetovnega pokala. Je nosilka dveh srebrnih olimpijskih medalj: leta 2002 v štafetnem teku 4x5 km na Zimskih olimpijskih igrah v Salt lake Cityju in leta 2006 je na Zimskih olimpijskih igrah v Torinu kjer je prav tako osvojila srebrno medaljo v teku na 10 km v klasičnem slogu.